# Almagest -Overture-
『Almagest -Overture-』（アルマゲスト オーバーチュア）とは、ソフトサークル「Serendipity」が開発したフリーの戦略シミュレーションゲームである。恒星間移民が進んだ時代を舞台にしたスペースオペラ作品で、ターン制を採用している。武力によってプレイヤー以外のすべての勢力を征服するだけでなく、すべての勢力と同盟関係となることによってもゲームをクリアすることができる自由度の高さを持つ。また、プレイヤーとして選べる勢力が多数用意されており、100名を超えるキャラクターを操作できることも特徴である。シナリオに応じてキャラクター同士の会話イベントも用意されており、戦略シミュレーションゲームでありながら、ストーリーも楽しめる作りとなっている。

## ストーリー
星刻歴516年、アルファケンタウリ星系の惑星イリアスが地球統一連邦に対して独立を宣言した。これを受け、地球統一連邦は惑星イリアスの地表に対して宇宙空間から直接攻撃を行うという暴挙に出る。結果、イリアスの住民の90%が死亡または行方不明となる大惨事となった。これを「イリアスの悲劇」と呼ぶ。その後も殖民惑星の地球統一連邦に対する不満はくすぶり続け、星刻歴520年に「ファンロン事件」が発生する。これはセレスタイト星系の惑星ダンビュライトで暴動が発生し、地球統一連邦アガスティア行政区が鎮圧するも、軍がそのまま惑星を占拠してファンロン共和国と称して独立したものである。この事件の後、各地で独立や自治を求める勢力が多発したが、地球統一連邦はこれらの動きを軍事力で抑圧し続けた。そのさなかの星刻歴522年がシナリオ1「投じられた小石」の舞台である。

## システム
プレイヤーは複数存在する内（ゲーム本来の主人公である国家はセレスティア共和国である）、一つの星間国家の元首となって、既知銀河の統一、若しくは同盟締結による戦争終結を目指すこととなる。
本作はターン制で進行し、主に自国の内政、他国との外交を行う戦略フェイズと宇宙艦隊同士の戦闘を行うフェイズを最終的にプレイヤー国以外の全国家が滅亡する若しくは、全ての残存国家がプレイヤー国と同盟関係になる（同盟国同士が交戦していても可）まで繰り返してゲームを進めてゆく。ただし、一部のエンディングは特殊な条件の下で到達できる。
惑星（他国）への侵略は宇宙軍をもって行われ、作品中の世界では「人類間の戦争において、宇宙空間から人類の居住惑星およびその固有衛星に対して直接攻撃を行う事」を禁止する「イリアス宣言」と呼ばれる国際条約が採択されているため、各惑星に配備された防衛衛星を破壊された時点でその惑星は侵攻国領となる。星間国家は主星（首都に類する）の防衛衛星が破壊された時点で国家としての能力を失い、降伏する。これがプレイヤー国であった場合はゲームオーバーとなる。
シナリオはバージョン3.04現在、3つのメインシナリオと2つのIfシナリオの5つが存在し、それぞれ登場する国家、兵器、人物などが微妙に異なってくるが、メインシナリオについては時間軸に繋がりが存在する。

### 難易度
本作ではEASY・HARD・LUNAの3段階の難易度が用意されている。このうちHARDが基準の難易度となっている為、EASYとLUNAの主な特徴を以下に記す。

#### EASY
・初心者向けの難易度。
・プレイヤー国のみ収入が増える。
・所有惑星に関係なく多くの艦艇を所持できる。
・COM国がプレイヤー国に対し友好的になる。
・特定のキャラがとても仕官しやすくなる。

#### LUNA
・ゲームバランスを無視した上級者向けの難易度。
・他国の惑星の行政官の有無や艦隊の所在が見えなくなる。
・プレイヤー国の収入が減少する。
・プレイヤー国の兵器開発速度が減少する。
・所持できる艦艇の数が大幅に減少する。
・COM国がプレイヤー国に対し敵対的になる。
・特定のコマンドの実行にかかる費用が格段に上がる。
(※前述の通りこの難易度はゲームバランスを無視している為、セーブ&リロードを繰り返すなどのことをしないとクリアほぼ不可能である。)

### 兵器
ゲーム内に登場する兵器は多国籍企業のエルガレイオン社とフォルモーント社（両社とも架空の企業）によって各国に供給されている。なお、フォルモーント社については各国の技術レベルに応じて等しく技術提供とライセンス生産を認めているが、エルガレイオン社は連邦関係国と本社の置かれている惑星プロメテウスを領有しているオリンピア連合にのみ技術提供を行っており、親邦派国以外は既製艦を購入することでのみ同社の戦艦を運用できる。
よって、運用できる兵器に関しては各国ともに殆ど差異は生じえない。そのために、用意されているのが「改造」システムであり、これは自国で開発した技術を艦船に搭載することで性能を独自に強化する仕組みである。
開発できる技術は共通に技術供給が行われるものの他、国家ごとに大きく異なりそれぞれ自国領内のローカル企業などから技術支援を受けた固有の技術を開発できる。この技術は他国に対しては同盟国にのみ供給される。よって、同盟国を増やせば開発できる技術の数は増えてゆく。
全ての技術の収集もまた、このゲームの一つの目標である（ただし、同盟国にも供給されない技術も存在するため一度のプレイにおいて登場するあらゆる技術を収集することは不可能である）。

#### 兵器の開発
- 兵器に関する技術提供は前項であげた二つの企業(主にフォルモーント社)から国家の技術レベルに応じて行われる。
- 例えば、ある兵器の開発を完了させると、その兵器の改良・派生型に関する技術提供が行われるという仕組みである。
- 開発できる兵器には主に、戦艦・軌道戦闘機・防衛衛星がある。
- 兵器の開発には一定の資金投資が必要であり、投資する度に開発率が一定値上昇する。これが100%になれば開発は完了となる。これは自国の他、CPU国に関しても同様のことが言えるため国力の増大や国家防衛の観点からも、いち早く兵器の開発は行われるべきである。

#### 技術の開発
- 開発できる技術には基礎技術・共通技術の他に、国家ごとの固有技術がある。固有技術には兵器の性能を飛躍的に向上させるものが多い。
- 技術の種類には、基礎技術、ミサイル技術、ビーム技術、レールガン技術、耐久技術、プログラム技術、動力技術などが挙げられる。なお、同じカテゴリーの技術は同一の艦船に対して二つ以上の同時搭載は出来ない。
- ただし、全ての技術が最初から開発に着手できるわけではなく、主に基礎技術の開発率に応じて次第に新しい技術の開発が可能になる。
- 固有技術は自国のほかには同盟国にのみ供給される。同盟国側でも同様に開発率を100%にした時点で運用できるが、開発途中で同盟が解消する、または供給元の国家が滅亡した場合、開発は中断される。既に開発済みの技術に関しては引き続き運用できる。

### 惑星と星系
本作の舞台となる惑星は全40個（うち8つが宇宙要塞）存在し、それらは位置関係で5つの星系（ソル・アルファケンタウリ・イザナギ・セレスタイト・ロゼッタ）に分けられている。また、要塞は各星系の接続点の役割もある。そのため、敵対する国家、あるいは中立国家に要塞を占領されている場合その要塞の向こう側、あるいはこちら側の星系からの艦隊移動ができない（占領している国家と同盟関係ならば通行可）。

### 国家

#### 主義
本作に登場する国家はそれぞれ違った主義（保守・改革・中道・孤立・中立のいずれか）を持っており、同主義の国家同士は友好な関係を築きやすい、などといった部分がある。

#### 印象値
各国は、自国が他国をどう思うか、そしてその他国が自国をどう思うかを示す「印象値」を持っている。これは主義が異なっていれば少しずつ減少していき、宣戦布告をすれば減少し、講和締結や資金援助によって上昇する。この値が外交の発生率や成功率に影響する。

#### 王道値・覇道値
本作には王道値・覇道値というパラメータが自国にのみ設定される。
これは主義の他に自国の国際的な印象を表すものであり、王道値は信義を尊ぶ（例：他国と同盟を結ぶ、同盟国の要請と自国世論の賛成に従って宣戦布告する）行動を取った際、覇道値は武断的な（例：他国を武力で滅ぼす、同盟国の要請なくして宣戦布告する）行動を取った際に上昇する。
なお、国家数が多い状況で覇道値を上げ過ぎると、全他国（主義や交戦状態を問わず）から最大限の非難を受けるイベントが発生する。これによって全他国との印象値が激減し自国の主義が孤立になる（外交上極めて不利）が、高難度エンディングの必須条件でもある。

#### 国家一覧
以下にシナリオ1開始時における国家について解説する。他のシナリオに登場する国家や、イベントによって生まれる国家もあるため、すべての国家を網羅したものではない。
地球統一連邦(UFE)
主星：ソル星系アース
元首：ジェームス・ジャクソン連邦大統領
主義：保守
ソル星系とアルファケンタウリ星系の古い殖民惑星を直轄区とし、アガスティア行政区とメガリス行政区には総督を派遣している。地球の環境が今なお劣悪であるため、その繁栄のために殖民惑星に圧政を敷いている。ジャクソンは高い政治力を持つが、その能力は自身の地位を保つためだけに使われている。軍事力は強大で、独立運動を容易に鎮圧できると考えられているほどである。
セレスティア共和国(CLS)
主星：セレスタイト星系クリアウォーター
元首：ハンス・トリティン首相
主義：改革
セレスタイト星系は資源が豊かで、クリアウォーターは地球に酷似した環境を持っている。この星系には知識層・富裕層が優先的に殖民を行い、当初から独立の意識が強かった。ファンロン事件によって独立派が勢力を増し、その中でも弁舌に長けたトリティンが頭角を現し、新国家セレスティア共和国の首相の座に就いた。軍の士官たちは有能だが、政治力がないために辺境に追いやられた者が多い。
フリーダムトーチ共和国(FDM)
主星：アルファケンタウリ星系フロンティア
元首：ポール・アップルシード大統領
主義：改革
セレスティア共和国の独立に呼応して建国された。フロンティアはあまり居住に適した環境ではなく、失業者対策として場当たり的に開発されてきたが、それゆえに苦難を乗り越えてきた住民たちの独立意識は高かった。アップルシードは著名な俳優だったという経歴を持ち、政治や軍事に長けているわけではないが、それゆえに有識者の招聘を盛んに行っている。軍はアガスティア行政区からの離反者を編成したもので、若い士官が多い。理想に燃える彼らは暴走の危険もはらんでおり、統率するダントン准将は苦労している。
イザナミ皇国(IZN)
主星：イザナギ星系イザナミ
元首：ナナミ・イクセ女皇
主義：中道
主星のイザナミは惑星表面の94％が海か氷に覆われている。国土も資源もないイザナミ人は、技術力だけが頼りだったため、そのレベルは高い。民族運動「サクラ・コミュニティー」によって建国され、その代表者のイクセ家が君主を務めてきたが、地球統一連邦から行政区の承認を得るために立憲君主制に移行しつつある。現在の元首であるナナミ・イクセは潔癖な性格で、地球統一連邦と関係は持ちつつも政治浄化を強く要求している。国民の間での独立意識は強いが、地球信仰も篤いため、地球圏での紛争は望んでいない。軍は人材不足に悩まされている。
神聖メシアン教国(MSA)
主星：イザナギ星系カテドラル
元首：マイケル・ガーディアン教皇
主義：保守
巨大宗教「メシアン教」による宗教国家。所属する惑星は豊かとはいえず、イザナミからの援助に頼っているが、両国の宗教観の違いによる摩擦は大きい。ガーディアンは平和主義を唱え、あらゆる紛争に反対している。軍は教団の名誉職としての役割を持つため、士官の実力は不十分である。そのため、イリアスの悲劇後に地球統一連邦から移籍したイスラフィル中将が中心となっている。
オリンピア連合(OLY)
主星：アルファケンタウリ星系プロメテウス
元首：アイザック・バートン評議長
主義：中道
ファンロン事件をきっかけとして、紛争に対抗するためにできた連合体である。オリンピア連合は各地の独立運動を支持するわけではないが、地球統一連邦に従っているわけでもない。所属する惑星の政治的スタンスに差があり、統一した行動に出られないためである。プロメテウスは科学振興地域であったために技術力が高く、バートンも優れた科学者である。また、プロメテウスはエルガレイオン社の本社所在地でもある。軍はアガスティア行政区の辺境治安維持部隊が前身であり、士官は特定の思想を持たない職業的軍人か、各惑星の自治軍出身であることが多い。
ファンロン共和国(FAN)
主星：セレスタイト星系ダンビュライト
元首：ジョンソン・パク大統領
主義：孤立
ファンロン事件によって、アガスティア行政区の第6艦隊司令であったパクがダンビュライトを占拠して樹立した独裁国家。その経緯から独立派からも承認されておらず、孤立状態にある。軍は予備艦艇を多く持つが、士官の能力には疑問がある。パクは軍人としての能力は高いが、政治力は低く国は荒廃してしまっている。しかし、部下からは自分たちを取り立ててくれた恩人として尊敬されている。
W.L.T.C.(WLT)
主星：ロゼッタ星系グッドホープ
元首：マチス・フライヤー総帥
主義：改革
W.L.T.C.は銀河の未踏領域への進出を目指す急進的な運動である。フライヤーはその中でも原理主義的な考えを持つが、W.L.T.C.の中には様々な思惑を持つ者がいるため、十分に指導力を発揮できていない。主星グッドホープの開発は、W.L.T.C.が深くかかわったため、他の独立国に呼応して独立した際にも、住民たちはW.L.T.C.に政権を委託した。経済力は脆弱だが、優秀な人材がそろっている。
メガリス行政区(MGL)
主星：ロゼッタ星系メガリス
元首：ウェンディ・マークライト総督
主義：保守
メガリス行政区総督の地位は地球統一連邦内部で箔付けのために利用されており、頻繁に交代しているために一貫した政策が取れず、開発は遅れている。W.L.T.C.の独立によって政情も不安定である。この事態に対してマークライトは決断力に欠け、十分な対策が取れていない。優秀な人材の流出が激しく、軍の士気は低い。
ブラオローゼ公国(BRR)
主星：ロゼッタ星系ブラオローゼ
元首：ルートヴィヒ・ライプニッツ公王
主義：中道
主星のブラオローゼは、貴族主義的な者たちによって開拓され、特殊な政治体制を生んだ。限られた一族にのみ権力が世襲される体制には腐敗もあるが、福祉が充実していることから国民の支持は高い。元首は公王と呼ばれ、地球統一連邦から行政を委任されており、4つの公爵家から選挙で選ばれる。ライプニッツは若くして諸侯に公王の地位を認めさせた実力者である。各地の独立戦争の動きには地球統一連邦を支持しているが、国民の中ではブラオローゼ公国が混乱を収拾することを望む声も大きい。
アプサラス特別区(APS)
主星：アルファケンタウリ星系アプサラス
元首：クローネ・トラパトーニ首長
主義：中立
国家ではないが、事実上の独立勢力である。アプサラスは交通の要衝に位置するため、高い経済力を持つ。歓楽都市でもあり、治安は悪くマフィアがはびこっている。トラパトーニもマフィアの首領であり、隠然とした実力を持つ。他国に対してはアプサラスへの不干渉だけを望み、連邦派と独立派の争いには関知しない姿勢を取っている。
アガスティア行政区(AGS)
主星：アルファケンタウリ星系アガスティア
元首：サティーラナ・ジャナンタ総督
主義：保守
銀河の流通の中心であるが、その利益を地球に吸い取られているために豊かな行政区とは言えない。ジャナンタは官僚的な人物で、行政区の複雑な状況を無難にやり過ごすことだけを考えている。軍の人材は連邦直轄区に勝るが、独立勢力に人材が流出しており、弱体化している。

## シナリオ

### No.1「投じられた小石」：星刻歴522年 第10期

#### ストーリー
銀河の盟主として君臨していた地球統一連邦は、強大な軍事力を背景に、各殖民惑星に対して苛烈な圧政を敷いていた。その象徴たる出来事が、惑星イリアスへの直接攻撃によって、総人口の90％もの人々を死に至らしめた事件「イリアスの悲劇」である。積年に渡り蓄積された連邦への不満は、連邦宇宙軍による惑星ダンピュライトの不法占拠事件（ファンロン事件）を契機に爆発。惑星クリアウォーターの独立宣言とセレスティア共和国の建国を先駆けとして、各地の殖民惑星が次々と独立を宣言するようになる。

#### 補足
本シナリオは「イリアスの悲劇」から6年が経過した、星刻歴522年の第10期が舞台となっている。これは、セレスティア共和国が「ファンロン事件」により弱体化した隣星アメトリンのクリアウォーター行政区を併呑した直後であり、従って、本シナリオにクリアウォーター行政区は登場しない。しかしながら、シナリオ開始時点で大小12もの陣営（保守4・改革3・中道3・中立1・孤立1）が入り乱れており、シナリオNo.3「天青の黎明」に次いで2番目に多くの陣営が登場する。

### No.2「ゴルディオンの結び目」：星刻歴523年第3期

#### ストーリー
改革勢力の筆頭として躍進を続けるセレスティア共和国は、ファンロン共和国、アガスティア行政区を放逐し、ついにセレスタイト星系の統一を成した。時を同じくして、ハンス・トリティン首相は地球統一連邦に対し再三の呼びかけを行うが、連邦政府は対話の機会すら持とうとはせず、両者の溝は深まるばかりであった。他方、銀河中に波及した戦火の波は、各地の勢力図にも変革をもたらしていた。ロゼッタ星系では、地球統一連邦の一翼を担っていたメガリス行政区が滅亡し、ブラウローゼ公国とW.L.T.Cが星系を二分。イザナギ星系では、メシアン教徒過激派による皇族誘拐事件により、イザナギ皇国と神聖メシアン教国間で戦争が勃発する。最も広大なαケンタウリ星系では、アガスティア・フリーダムトーチ間の戦局が傾き、国力に劣るフリーダムトーチ共和国が滅亡の危機に瀕していた。しかし、頑なに連邦体制にしがみつくアガスティア行政区は、改革二勢力に対する過酷な二面作戦を強いられ、セレスティアの躍進を許す結果となる。また、事態を静観していたオリンピア連合は連邦体制のしがらみに囚われ、徐々に戦乱へと巻き込まれていく。そして、銀河の中心に陣取るアプサラス特別区は、不気味なまでの沈黙を保っていた。混迷極まる銀河の様相は、未だ収まる気配を見せない。

#### 補足
本シナリオは、「No.1 投じられた小石」から1年が経過した、星刻歴523年の第3期が舞台となっている。No.1との相違点として、ゲーム開始時でファンロン共和国、メガリス行政区の2勢力が滅亡していることが挙げられる。したがって、選択できる勢力は10個（保守3・改革3・中道3・中立1）となっており、特定のエンディングへと向かうための条件の達成がやや難しいものになっている。

### No.3「天青の黎明」：星刻歴522年第1期

#### ストーリー
惑星クリアウォーター。「人類の生まれなかったもう一つの地球」とも評されるその星は、かねてより新しい星間国家を模索する風潮が強かった。そんな折、連邦宇宙軍による惑星ダンピュライトの不法占拠事件（ファンロン事件）を受けて、クリアウォーター独立派は意を同じくする隣星アメトリンと共に決起。独立の是非を問う民主選挙を行った。こうして誕生したのが、セレスティア共和国である。しかしながら、「地球連邦なくして人類の存亡は成し得ない」とする旧体制派は、隣星アメトリンを主星として決別。ここに、旧体制派とクリアウォーター独立派との戦いが幕を上げた。

#### 補足
本シナリオは、「No.1 投じられた小石」のわずか10期前である、星刻歴522年の第1期が舞台となっている。セレスティア共和国に主眼を置いたストーリーとなっているが、無論プレイヤーはその他の勢力を選択することも出来る。登場する勢力としては、クリアウォーター行政区が滅亡していないため、シナリオNo.1よりも1つ多い、13もの陣営（保守5・改革3・中道3・中立1・孤立1）が選択可能である。これは、Ifシナリオを含む全てのシナリオにおいて、最多の陣営数である。

### If.1「オッカムの剃刀」：星刻歴522年第10期
シナリオNo.1「投じられた小石」と同じ、星刻歴522年の第10期が舞台となっており、登場する勢力やキャラクターは共通している。しかし、メインシナリオとは異なるIFストーリーであり、全勢力が他勢力と交戦状態、印象値0となっている点が大きな特徴である。これに伴い、メインシナリオでは地球統一連邦の同盟国であったアガスティア行政区やメガリス行政区のような保守勢力や、アプサラス特別区のような中立主義陣営のプレイ難易度が大幅に跳ね上がっている。

### If.2「地には平和を」：星刻歴515年第30期

#### ストーリー
「イリアスの悲劇」を追体験することができる。

#### 補足
本シナリオがIFストーリーの体裁を取っているのは、これが、セレスティア共和国初代首相のハンス・トリティン氏による追体験にすぎず、厳密には史実と異なるからである。各国の首相や士官には、ハンスのよく知る人物を「代役」として当てはめているに過ぎず、真実の明らかでない要素も含まれている。これは、ゲーム内のシナリオ紹介ページにて、ハンス自ら『歴史の教科書に載せられるような代物ではない』と称していることからも伺うことが出来る。なお、イリアスの悲劇によって滅亡するアヴィリオン共和国は、本IFストーリーにのみ登場する勢力であり、プレイ難易度は本ゲーム中で最も難しいものとなっている。また、このシナリオでのみ到達可能なエンディングが存在するうえ、LUNAモードでのプレイに重宝する「Blue Ghost」搭載済み艦艇データは、本シナリオにのみ登場するアヴィリオン共和国で最高難易度エンディングを迎えなければ入手することが出来ないため、注意が必要である。

## 開発
開発は音楽・効果音を除いて作者のむつきみかつが一人で行った。宇宙艦隊が活躍するスペースオペラがやりたかったことが開発のきっかけだったという。2017年11月現在公開されている最新のバージョンはVer.3.04である。続編である『Almagest II』が開発中であるが、2015年に作者から「確たる情報を出せる状態にない」とアナウンスされている。

## 評価
Vectorのレビューでは、100人以上のキャラクター全員にオリジナルの顔グラフィックと個別の性格が与えられていることを高く評価し、プレイヤーのアイデア次第で多様な遊び方ができることが魅力だとしている。窓の杜のレビューでは、「奥深さが分かってくるにつれ、面白さも格段に増してくる良作」としている。